# SaRaha
SaRaha, właśc. Sara Ryan (ur. jako Sara Larsson 26 czerwca 1983 w Vänersborgu) – szwedzko-tanzańska piosenkarka.

## Życiorys

### Dzieciństwo
Sara Larsson urodziła się 26 czerwca 1983 roku w Vänersborgu. Gdy miała 2 lata, przeprowadziła się z rodziną do Tanzanii. Jako 18-latka przeniosła się do Zimbabwe, gdzie zaczynała swoją karierę muzyczną, występując z lokalnymi zespołami muzycznymi. W 2009 roku powróciła do Tanzanii.

### Kariera
W 2011 roku wydała singel „Tanesco”, który stał się hitem w Tanzanii. Niedługo potem premierę miał jej nowy utwór – „My Dear”. W 2014 roku ukazał się jej debiutancki album studyjny zatytułowany Mblele kiza. Pozostałymi singlami promującymi płytę zostały utwory „Jambazi”, „There Is You”, „Mbele kiza” i „Unieleze”. W lipcu tego samego roku piosenkarka wydała kolejny singel zatytułowany „Shemeji”, a w grudniu „Dadido”, który nagrała w duecie z Big Jahmanem. W 2016 roku wzięła udział w szwedzkich eliminacjach eurowizyjnych Melodifestivalen 2016, do których zgłosiła się z piosenką „Kizunguzungu”. 20 lutego wystąpiła w drugim półfinale selekcji i zakwalifikowała się do rundy tzw. „drugiej szansy” (szw. andra chansen). Awansowała z niej do finału, w którym zajęła 9. miejsce.

## Dyskografia

### Albumy studyjne
- Mblele kiza (2014)